# Larry Friend
Lawrence H. Friend, detto Larry (Chicago, 14 aprile 1935 – Newport Beach, 27 febbraio 1998), è stato un cestista statunitense, professionista nella NBA e nella ABL.

## Carriera
Venne selezionato dai New York Knicks al secondo giro del Draft NBA 1957 (15ª scelta assoluta).

## Palmarès
- NCAA AP All-America Third Team (1957)